# Allerheiligenkirche am Kreuz

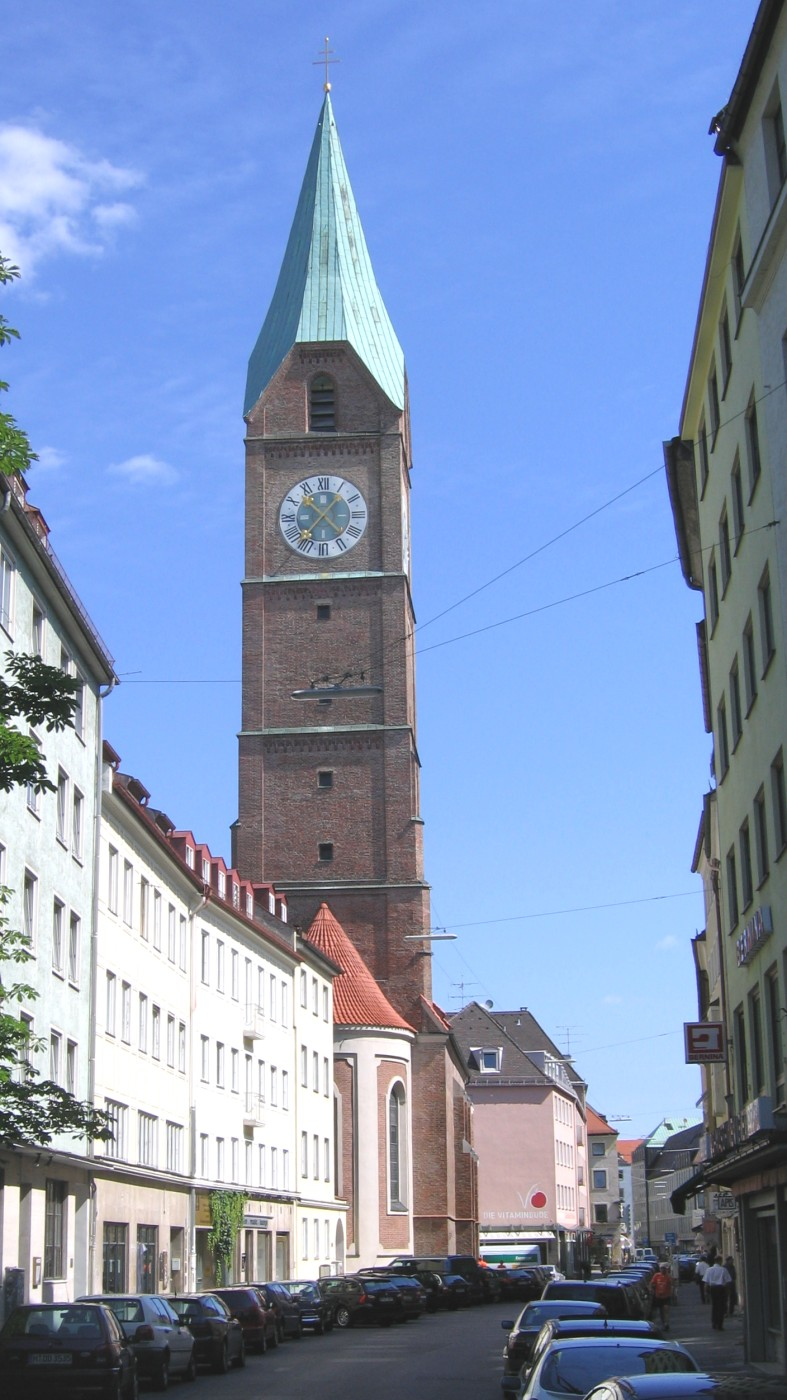
Allerheiligenkirche in der Kreuzstraße

Die spätgotische römisch-katholische Filialkirche Allerheiligenkirche am Kreuz, auch Kreuzkirche genannt, ist die ehemalige Friedhofskirche der Stadtpfarrei St. Peter und bis heute Nebenkirche des „Alten Peters“ in München.

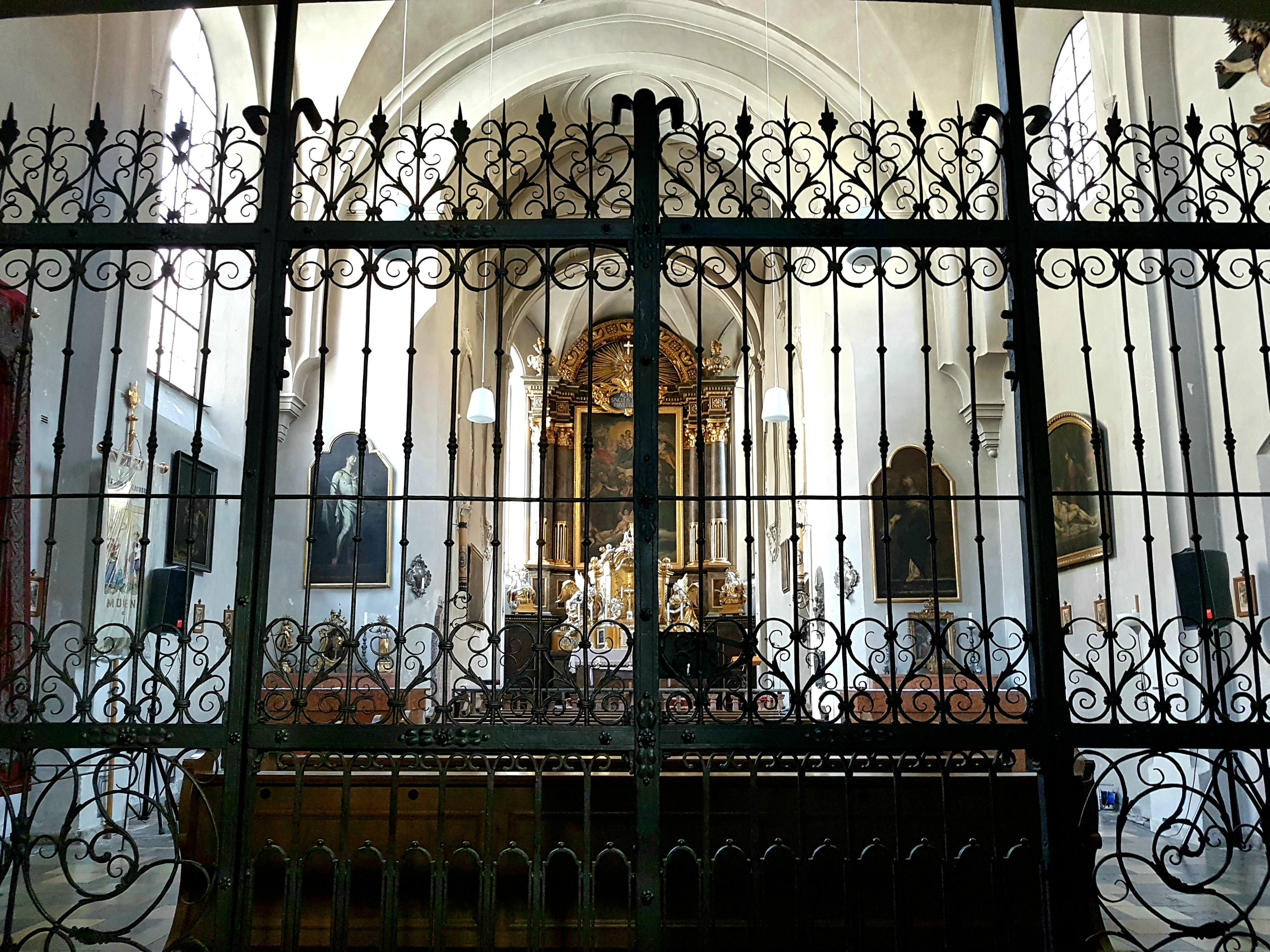
Innenraum

## Lage
Die Allerheiligenkirche am Kreuz (Kreuzstraße 10) steht im Hackenviertel der historischen Altstadt, nahe den Befestigungsanlagen am Sendlinger Tor.

## Geschichte

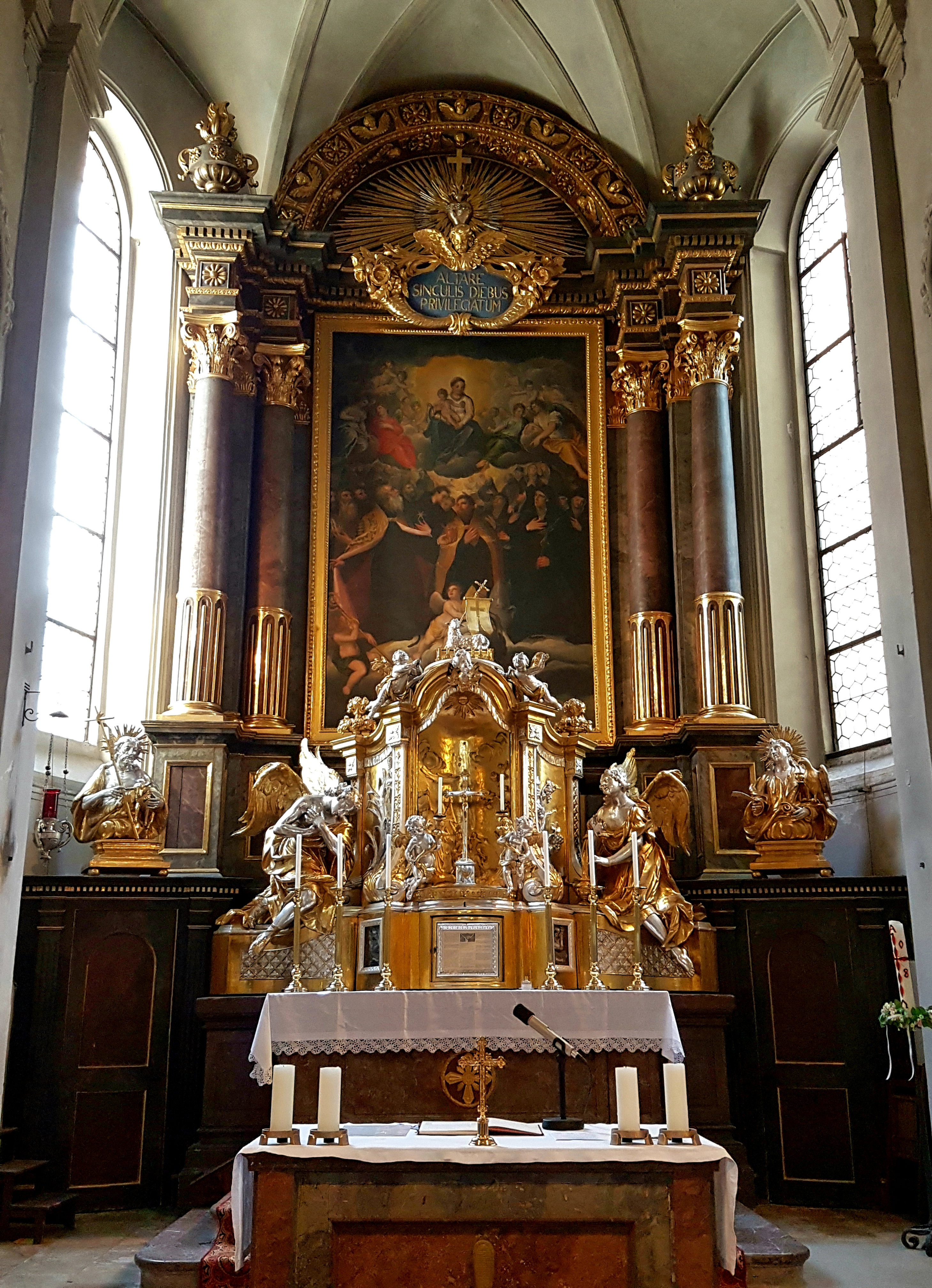
Hochaltar

Durch die Stadterweiterung Ludwig des Bayerns wuchs die Einwohnerzahl der Stadt so sehr, dass die Friedhöfe um die beiden Stadtkirchen Alter Peter und Frauenkirche nicht mehr ausreichten. Deswegen wurden die Friedhöfe an den damaligen Stadtrand verlegt, blieben aber noch innerhalb der Stadtmauern.

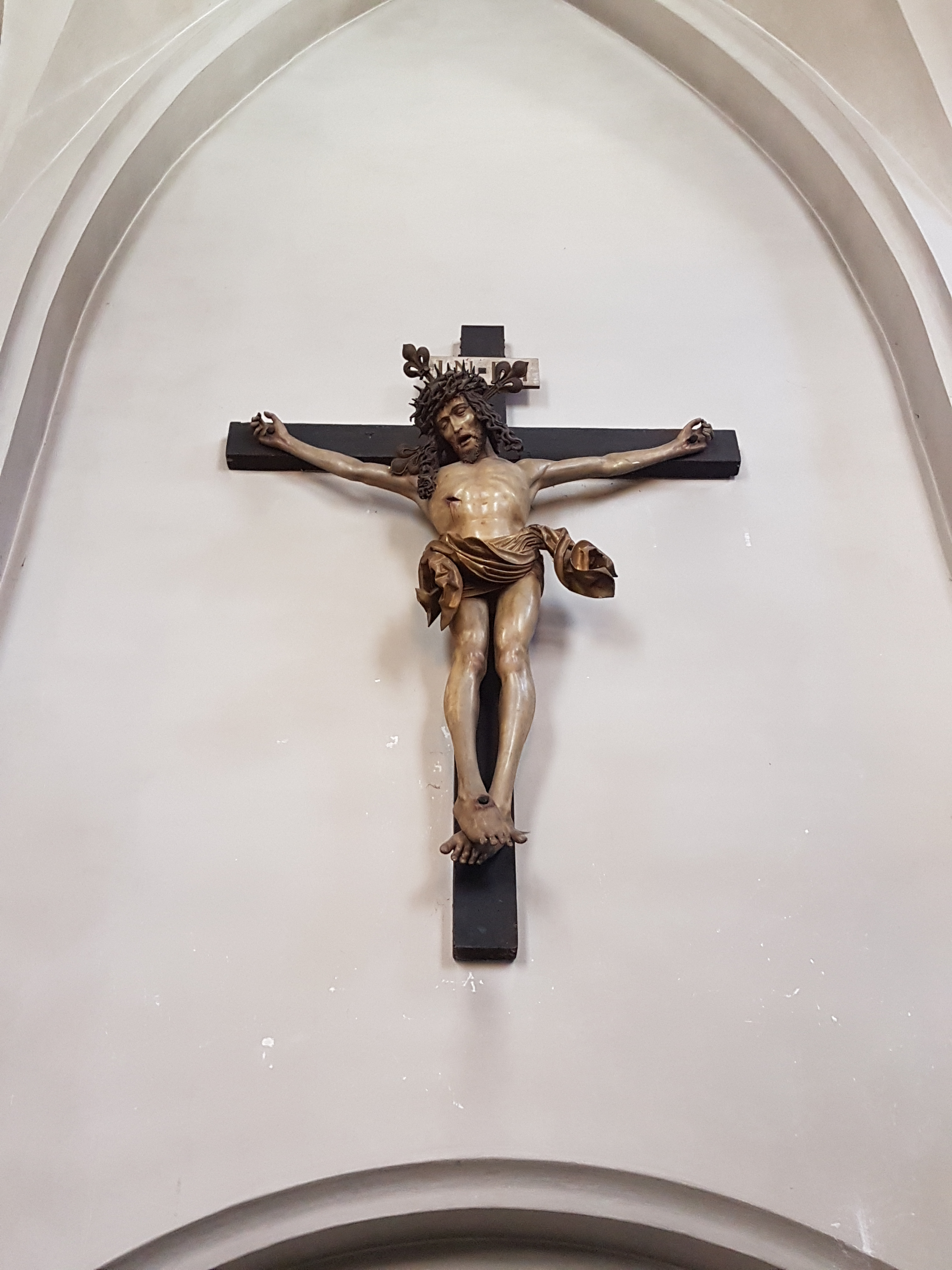
Kruzifix

1478 wurde der Friedhof der Pfarrei St. Peter ins Hackenviertel verlegt. Jörg von Halsbach, genannt Ganghofer, plante und errichtete die Friedhofskirche, die als Besonderheit nach Süden ausgerichtet ist; bis ins 19. Jahrhundert war jede andere Ausrichtung als nach Osten verpönt, gerade für Friedhofskirchen, erwartete man doch die Wiederkunft Christi von Osten, der aufgehenden Sonne her. Jörg von Halsbach entwarf ein Gebäude mit Turmhelm und vier gekappten Giebeln. 1485 wurde die Kirche als Allerheiligenkirche am Kreuz eingeweiht. Nach 1493 erhielt die Kirche ihren Chorturm.

## Baubeschreibung
Die dreijochige spätgotische Saalkirche wurde um 1485 in schlichtem Sichtmauerwerk errichtet. Der Turm wurde nach 1506 aufgestockt. Im 17. und 18. Jahrhundert erfolgten An- und Umbauten. Die nach Süden ausgerichtete Kirche wurde 1620 barockisiert. Der Chor im Untergeschoss des Turmes erhielt ein barockes Tonnengewölbe mit Stichkappen. Im Langhaus ist noch ein gotisches Netzgratgewölbe erhalten, das durch abgetreppte Strebepfeiler gestützt wird. Die Emporen wurden 1722/26 eingebaut. 1814 wurde die Kreuzkirche wieder regotisiert im Sinne des Historismus. Im Norden erhielt sie ein Portal, die Seiteneingänge wurden vermauert. Der Innenraum wurde 1936 erneuert.
Nach dem Zweiten Weltkrieg wurde die Kirche 1947–49 in reduzierten Formen wiederaufgebaut.
Der mächtige Turm beherbergt zwei Glocken aus dem 18. und 19. Jahrhundert in den Schlagtönen gis1 und h1. Die Glocken werden über das elektrische Uhrwerk angeschlagen, können aber auch per Seilzug geläutet werden, was beispielsweise während der Pfarrfronleichnamsprozession der Mutterpfarrei St. Peter der Fall ist.

## Orgel

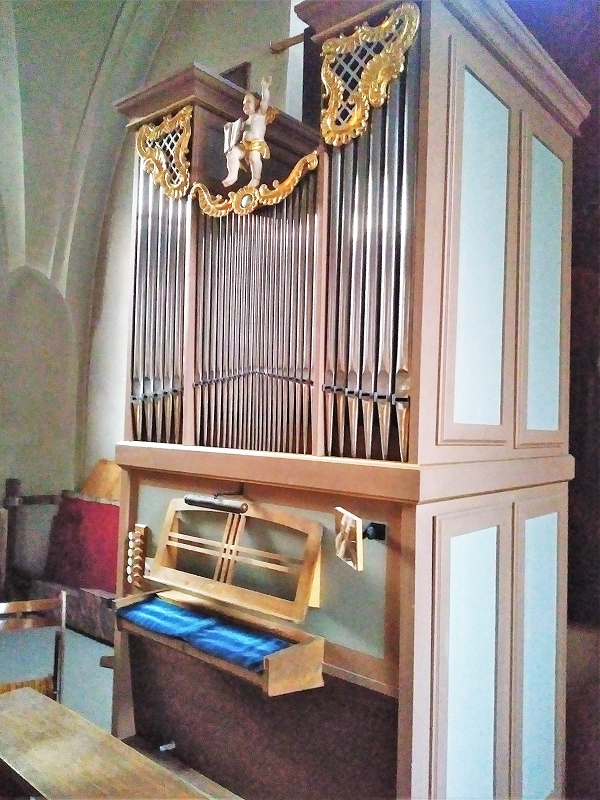
Orgel

Die Orgelbaufirma Carl Schuster & Sohn aus München baute 1961 die heutige Orgel für die Allerheiligenkirche. Die Orgel hat sechs Register, die auf ein Manual und Pedal verteilt sind. Die Spiel- und Registertraktur ist mechanisch. Ihre Disposition lautet:
| I Manual C–f3 |       |
| Gedeckt       | 8′    |
| Prinzipal     | 4′    |
| Rohrflöte     | 4′    |
| Schwegel      | 2′    |
| Mixtur III    | 1 ⁄3′ |

| Pedal C–d1 |     |
| Subbass    | 16′ |

- Koppeln: I-P

## Glocken
Im Turm der Allerheiligenkirche hängen zwei historische Kirchenglocken, die noch von Hand geläutet werden.
- Glocke 1 wurde 1814 von Anton Ihm in München gegossen. Sie hat bei einem Durchmesser von 935 mm ein Gewicht von 426 kg und klingt mit dem Schlagton a′.
- Glocke 2 wurde 1787 von Joseph Ignaz Daller ebenfalls in München gegossen. Sie hat einen Durchmesser von 790 mm und klingt mit dem Schlagton c″.

## Bedeutende Kunstwerke
- Maria erscheint Augustinus (Hochaltarbild) (Johannes Rottenhammer d. J., 1. Hälfte 17. Jahrhundert). Es stammt aus der Augustinerkirche.
- Tabernakel (Johann Baptist Straub). Es stammt aus der Karmeliterkirche.
- Christus in der Mandorla (Gotische Freskenfragmente über dem zugemauerten Ostportal).
- Gemälde (spätbarock, um 1700) Ecce Homo und Mater Dolorosa, über den Seitenaltären von Andreas Wolff.
- Holzkruzifix (Westportal, um 1520).
- Pietà (unter der Empore, 1626).
- Epitaph des Bankiers Goetz (Hans Krumpper, 1627).

## Denkmalschutz
Das Kirchengebäude steht unter Denkmalschutz. Es wurde unter dem Aktenzeichen D-1-62-000-3639 in der Denkmalliste des Bayerischen Landesamtes für Denkmalpflege erfasst.